# Порумбены (Молдова)
Порумбены, Порумбень (рум. Porumbeni) — село в Криулянском районе Молдавии. Наряду с селом Пашканы входит в состав коммуны Пашканы.

## География
Село расположено на высоте 89 метров над уровнем моря.

## Население
По данным переписи населения 2004 года, в селе Порумбень проживает 1441 человек (702 мужчины, 739 женщин).
Этнический состав села:
| Национальность | Число жителей | Процентный состав |
| -------------- | ------------- | ----------------- |
| молдаване      | 1195          | 82,93             |
| румыны         | 137           | 9,51              |
| украинцы       | 49            | 3,4               |
| русские        | 41            | 2,85              |
| болгары        | 10            | 0,69              |
| гагаузы        | 2             | 0,14              |
| прочие         | 7             | 0,49              |
| Всего          | 1441          | 100 %             |

## Персоналии
- Вырнав, Теодор (1801—1868) — бессарабский прозаик и поэт.